# Mutsu (Schiff, 1921)
Die Mutsu (japanisch 陸奥), benannt nach der alten Provinz Mutsu, war ein Schlachtschiff der Kaiserlich Japanischen Marine, das im Zweiten Weltkrieg eingesetzt wurde. Sie war das zweite Schiff der Nagato-Klasse und wurde 1943 durch die Explosion eines ihrer Magazine zerstört.

## Einsatzgeschichte
Am 6. Februar 1922, drei Monate nach ihrer tatsächlichen Übergabe an die japanische Marine, schlugen die Vertreter der Vereinigten Staaten bei der Flottenkonferenz in Washington vor, die Mutsu solle ebenso wie zwei amerikanische Schlachtschiffe der Colorado-Klasse verschrottet werden, damit Japan die ihm erlaubte Gesamtmenge an Schiffsraum einhalten könne. Die japanische Delegation behauptete daraufhin, die Mutsu sei bereits am 10. September 1921 in Dienst gestellt worden und man habe ihren Bau durch Geldspenden japanischer Schulkinder bezahlt, die man nicht enttäuschen wolle. Aufgrund des heftigen japanischen Widerstandes einigte man sich schließlich auf eine Anpassung der Grenzen nach oben, so dass Japan die Mutsu behalten konnte und die Vereinigten Staaten nur eines ihrer Schlachtschiffe verschrotten mussten. Nach dem Abschluss des Vertrages blieb die Mutsu für fast 20 Jahre das letzte in Japan gebaute Schlachtschiff. Die Mutsu wurde von September 1933 bis September 1936 ähnlich wie ihr Schwesterschiff Nagato grundlegend umgebaut. So wurden zusätzliche acht 12,7-cm-Geschütze eingebaut, die Maschinenanlage ausgetauscht, Torpedowulste angebracht und die Anzahl der Flak deutlich erhöht.
Nach dem Angriff auf Pearl Harbor wurde die Mutsu hauptsächlich zu Ausbildungszwecken in sicheren Gewässern eingesetzt. Während der Schlacht um Midway im Juni 1942 war die Mutsu einige hundert Seemeilen hinter den Flugzeugträgern eingesetzt und hatte keine Feindberührung. Sie übernahm einen großen Teil der geretteten Seeleute der versenkten Flugzeugträger Kaga, Akagi, Sōryū und Hiryū und transportierte sie zurück nach Japan. In den Flottenoperationen um Guadalcanal fungierte sie als Sicherungsschiff für die japanischen Flugzeugträger. 1943 führte sie einen Versorgungseinsatz für eine japanische Garnisonstruppe auf der Insel Attu durch.

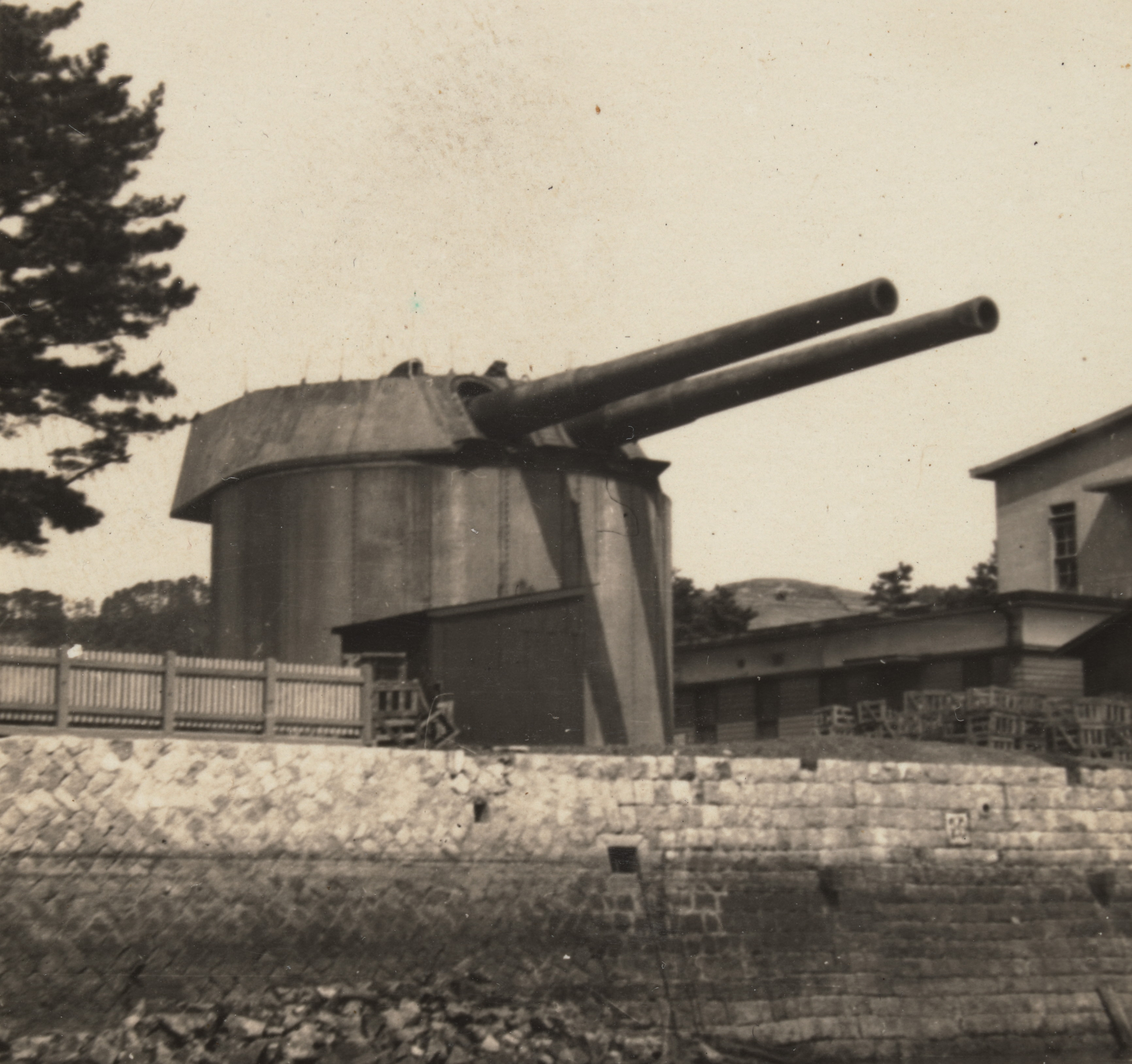
Mutsu-Geschützturm in Kure.

Am 8. Juni 1943 lag die Mutsu nahe der Insel Suō-Ōshima (Yamaguchi) vor Anker. Kurz nachdem die Besatzung zu Mittag gegessen hatte, ereignete sich im achteren Magazin der Hauptgeschütze unterhalb von Turm 3 eine schwere Explosion. Das Schiff wurde in zwei Teile zerrissen, von denen der vordere sofort sank, während sich ein Teil des Achterschiffs bis 2 Uhr am nächsten Morgen über Wasser hielt. Nur 353 Besatzungsmitglieder konnten gerettet werden, während 1121 Seeleute, darunter der Kommandant und einige Besucher, ums Leben kamen.
Eine Kommission, die das Geschehen untersuchen sollte, kam zu keinem eindeutigen Ergebnis. Obwohl sogar Teile eines Geschützturms nachgebaut und Experimente mit verschiedenen Munitionstypen, die sich an Bord der Mutsu befunden hatten, durchgeführt wurden, konnten Sabotage oder ein Angriff durch ein U-Boot zunächst nicht ausgeschlossen werden. Erst spätere Tauchgänge zum Wrack belegten eine Explosion der Munitionsvorräte ohne äußere Einwirkung. Neben einem Unfall bleibt bis heute mutwillige Sabotage eine mögliche Ursache für die Zerstörung des Schiffs.
1972 wurden der Bugteil des Schiffs und die Spitze des Hecks mit den beiden Rudern gehoben und abgewrackt. Ausrüstungsteile und persönliche Gegenstände der Besatzung sowie eine Schraube, ein Hauptanker, diverse kleine Geschütze und ein Hauptgeschützrohr sind heute im Yamato-Museum und in der Mutsu-Gedenkstätte (陸奥記念館, Mutsu kinenkan) in Suō-Ōshima zu besichtigen.

## Wrack
Das Achterschiff der Mutsu liegt bei 33° 58′ N, 132° 24′ O kopfüber auf dem Meeresboden und kann betaucht werden. Das Meer ist dort etwa 40 Meter tief und das Wrack erhebt sich bis auf eine Tiefe von rund 20 Metern.

## Liste der Kommandanten
| Nr. | Name                                         | Beginn der Amtszeit | Ende der Amtszeit | Bemerkungen                                                              |
| --- | -------------------------------------------- | ------------------- | ----------------- | ------------------------------------------------------------------------ |
| 1.  | Kapitän zur See Komaki Shizen                | 24. Oktober 1921    | 18. November 1921 | seit 1. Mai 1920 mit der Baubelehrung betraut                            |
| 2.  | Kapitän zur See Kurose Seiichi               | 18. November 1921   | 1. Dezember 1922  |                                                                          |
| 3.  | Kapitän zur See Teraoka Heigo                | 1. Dezember 1922    | 1. Dezember 1923  |                                                                          |
| 4.  | Kapitän zur See ara Kanjiro                  | 1. Dezember 1923    | 10. November 1924 |                                                                          |
| 5.  | Kapitän zur See Yonai Mitsumasa              | 10. November 1924   | 1. Dezember 1925  |                                                                          |
| 6.  | Kapitän zur See Ikeda Tanin                  | 1. Dezember 1925    | 1. Dezember 1926  |                                                                          |
| 7.  | Kapitän zur See Edahara Yurikazu             | 1. Dezember 1926    | 1. Dezember 1927  |                                                                          |
| 8.  | Kapitän zur See Hori Teikichi                | 1. Dezember 1927    | 10. Dezember 1928 |                                                                          |
| 9.  | Kapitän zur See Yoshida Zengo                | 10. Dezember 1928   | 30. November 1929 |                                                                          |
| 10. | Kapitän zur See Anno Kiyoshi                 | 30. November 1929   | 1. Dezember 1930  |                                                                          |
| 11. | Kapitän zur See Monai Isao                   | 1. Dezember 1930    | 1. Dezember 1931  |                                                                          |
| 12. | Kapitän zur See Kikuno Shigeru               | 1. Dezember 1931    | 10. Mai 1932      |                                                                          |
| 13. | Kapitän zur See Wada Senzo                   | 10. Mai 1932        | 1. November 1932  |                                                                          |
| 14. | Kapitän zur See Ando Takashi                 | 1. November 1932    | 15. November 1933 |                                                                          |
| 15. | Kapitän zur See Kasuya Soichi                | 15. November 1933   | 15. November 1934 |                                                                          |
| 16. | Kapitän zur See Hosogaya Boshirō             | 15. November 1934   | 15. November 1935 |                                                                          |
| -   | Kapitän zur See Kasuga Atsushi               | 15. November 1935   | 2. Dezember 1935  | Kommandant der Chōkai, mit der Wahrnehmung der Geschäfte betraut         |
| 17. | Kapitän zur See Koori Hidesaburo             | 2. Dezember 1935    | 16. November 1936 |                                                                          |
| 18  | Kapitän zur See Gotō Eiji                    | 1. Dezember 1936    | 1. Dezember 1937  | bereits seit 16. November 1936 mit der Wahrnehmung der Geschäfte betraut |
| 19. | Kapitän zur See Takagi Takeo                 | 1. Dezember 1937    | 15. November 1938 |                                                                          |
| 20. | Kapitän zur See Gotō Aritomo                 | 15. November 1938   | 1. November 1939  |                                                                          |
| 21. | Kapitän zur See Hoshina Zenshiro             | 1. November 1939    | 15. November 1940 |                                                                          |
| 23. | Kapitän zur See Kobayashi Kengo              | 15. November 1940   | 11. August 1941   |                                                                          |
| 24. | Kapitän zur See / Konteradmiral Kogure Gunji | 11. August 1941     | 20. Juni 1942     |                                                                          |
| 25. | Kapitän zur See Yamazumi Teijiro             | 20. Juni 1942       | 10. März 1943     |                                                                          |
| 26. | Kapitän zur See Miyoshi Teruhiko             | 10. März 1943       | 8. Juni 1943      |                                                                          |